# コロナクラウン
コロナクラウンは、かつて吉本興業に所属していた日本のお笑いコンビ。2016年8月結成、2020年12月解散。解散後リロイは引き続きピン芸人、萬代も芸人の活動を続ける。

## メンバー
リロイ 太郎（りろい たろう、1993年12月17日（31歳） - ）
ボケ担当、立ち位置は向かって右。
- 身長178cm、体重80kg。
- 神田外語大学卒業。
- ケニア・ナイロビ 出身のハーフ。実母はウガンダ出身のマサイ族およびシティーマサイで、実父は明治大学国際日本学部教授の旦敬介。
- 両親はリロイが5歳の頃に離婚、それから母の消息は不明だったが『アメトーーク!』「ハーフ芸人」内の企画で成人式に参加するため15年ぶりにアフリカへ帰省。母が既に病死していた事実を知り、100人以上の親族がリロイの成人式へ参加した。
- 趣味はサーフィン、絵を描くこと、漫画・アニメ。
- 特技は絵を描くこと、英語、アフリカあるある。
- かつては高校の同級生だった伊藤颯とコンビ『ドラッパ』を組み、2011年には第3回ハイスクールマンザイで優勝し特待生でNSCへ入学、在学中にはワラチャン! U-20お笑い日本一決定戦にて準優勝。しかし2016年2月に無期限活動休止（実質上の解散）。伊藤は芸人を引退し会社員へ転職、リロイはしばらくの間ピン芸人として活動した。
- ラグビー日本代表選手・松島幸太朗のそっくりさんとして『ものまねグランプリ』に出演経験がある。ラグビーワールドカップ2019時に調布駅前のパブリックビューイング会場にてラグビーのユニフォームを着用して現れ、会場を沸かしたこともある。しかし中学時代は陸上部所属だったため、ラグビーはやったことがない。
- Twitterのプロフィール文にて「元コロナクラウン」と記載しているが解散したわけではなく、時世を気にして改名中ということにしていたが結局そのまま解散した。解散後はピン芸人として活動は続けるという。

萬代 育矢（まんだい いくや、1992年9月6日（32歳） - ）
ツッコミ担当、立ち位置は向かって左。
- 身長175cm、体重65kg。
- 兵庫県尼崎市出身、尼崎市立尼崎産業高等学校卒業。
- 趣味はアニメ、漫画、カラオケ、麻雀、ダーツ、ギター、ゲーム。
- 特技は大食い、バレーボール、カラオケ、ダーツ。
- かつては同じ高校に通っていたラストオーダー織田（現・チャイルドプリンス）とのコンビ『あろ～ず』で第3回ハイスクールマンザイへ出場し、近畿地区代表として決勝進出。そこでリロイと出会う。2014年に解散後、1期後輩の真輝志（元きんめ鯛）とコンビ『アレグレット』を組んでいた が2016年3月に解散。
- 実弟は吉本興業大阪本社所属のマネージャーでミルクボーイといった芸人を担当しており、『ロンドンハーツ』などへ出演したことがある。
- 解散後、ピン芸人として活動を継続。

## 芸風
主に漫才。M-1グランプリでは2016年は1回戦敗退に終わるも2017〜2019年は3回戦進出。リロイの「ハーフなのにネガティブ」というキャラクターを押し出したネタなどがある。

## 出演
- アメトーーク!（テレビ朝日）「ハーフ芸人」リロイのみ
- ものまねグランプリ（日本テレビ）リロイのみ
- 有吉の壁（日本テレビ）リロイのみ
- オールスター感謝祭（TBS）リロイのみ